# Sudeste Asiático marítimo
El Sudeste Asiático marítimo se refiere a la subregión marítima del sudeste asiático que incluye Indonesia, Brunei, Filipinas, Singapur, Timor Oriental y Malasia. El Sudeste asiático marítimo a veces se denomina Sudeste Asiático Insular. El término archipiélago malayo, acuñado en el siglo XIX, se refiere aproximadamente a la misma zona que el sudeste asiático marítimo. Esta región no es lo mismo que Indochina, porque la población del sudeste asiático marítimo está dominada por el grupo austronesio (malayo-polinesio) y tiene una variedad de culturas tribales de base marítima.

## Límites geográficos
Limita al norte con Indochina, el mar de China Meridional, al este con el Pacífico occidental, Micronesia y Melanesia; al sur con el océano Índico que la separa de Australia, al oeste también con el océano Índico y el golfo de Bengala y al noroeste con Asia meridional.

## Identidad cultural
La identidad cultural de esta región se considera parte de la "India lejana" o Mundo indio como está escrito en los Estados indianizados del sudeste asiático de Coedes. Coedes denomina a esta región Isla del Sudeste Asiático. Se ubica en el ámbito austronesio u oceánico, debido a los orígenes históricos y lenguas similares de las etnias micronesia y polinesia originarias de esta región.